# Міст Леонардо да Вінчі (Норвегія)

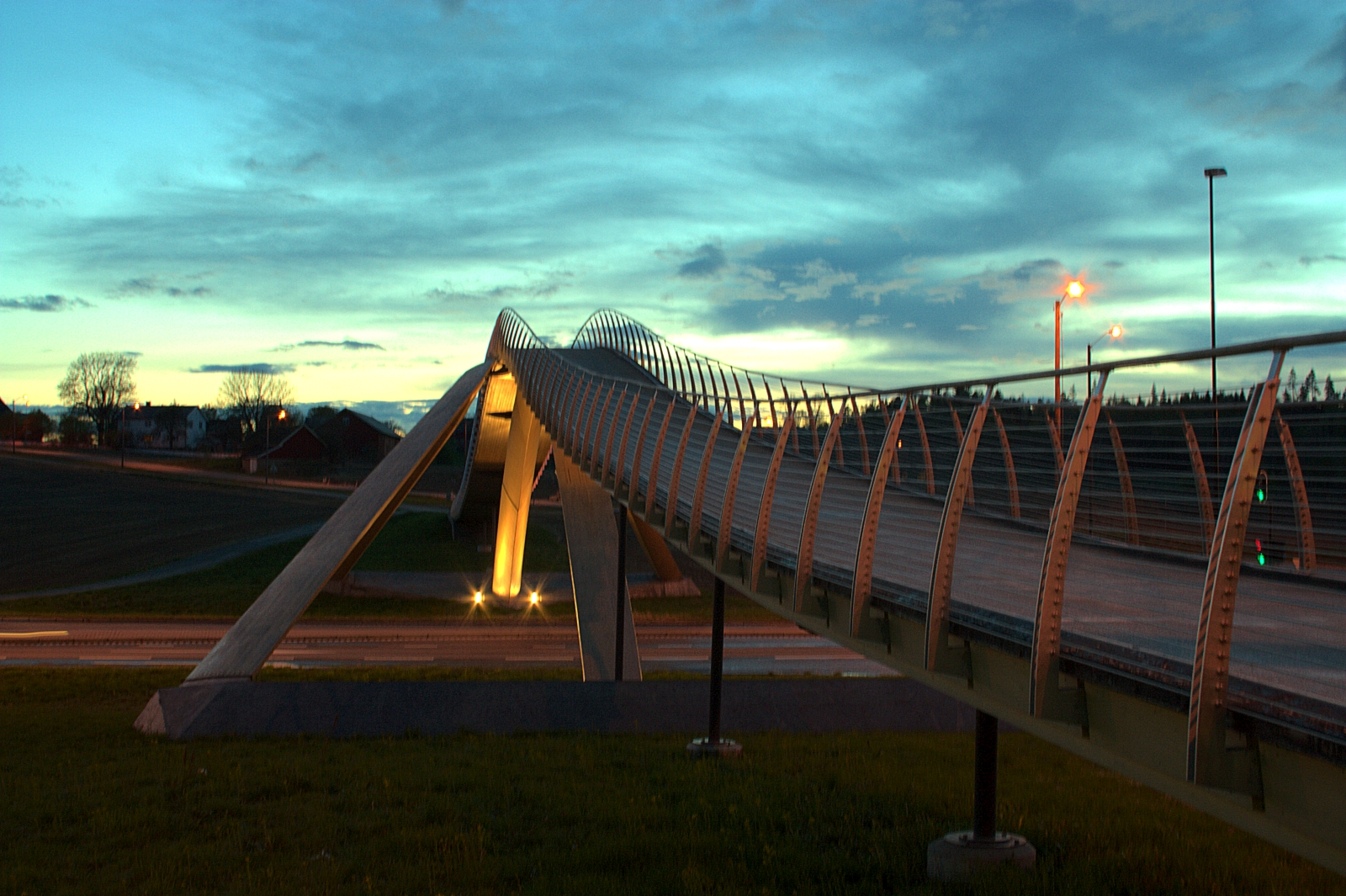
Міст да Вінчі в Осі

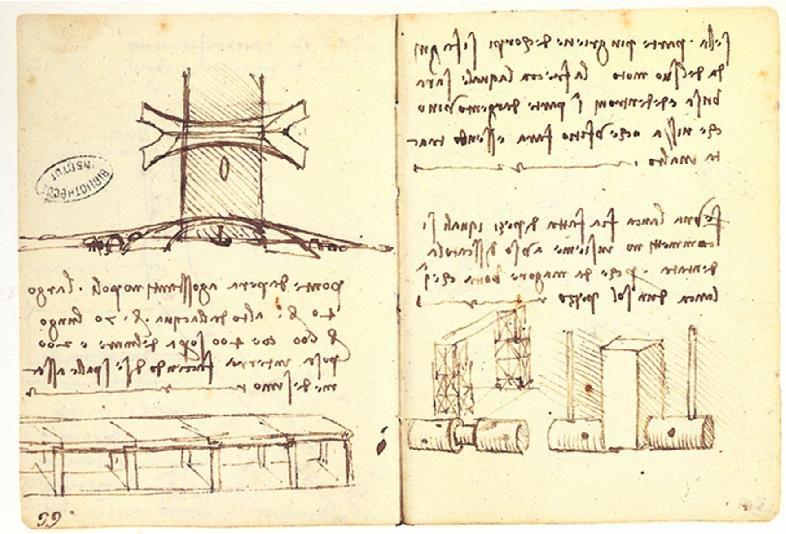
Міст через Золотий Ріг, розроблений Леонардо да Вінчі у 1502 році

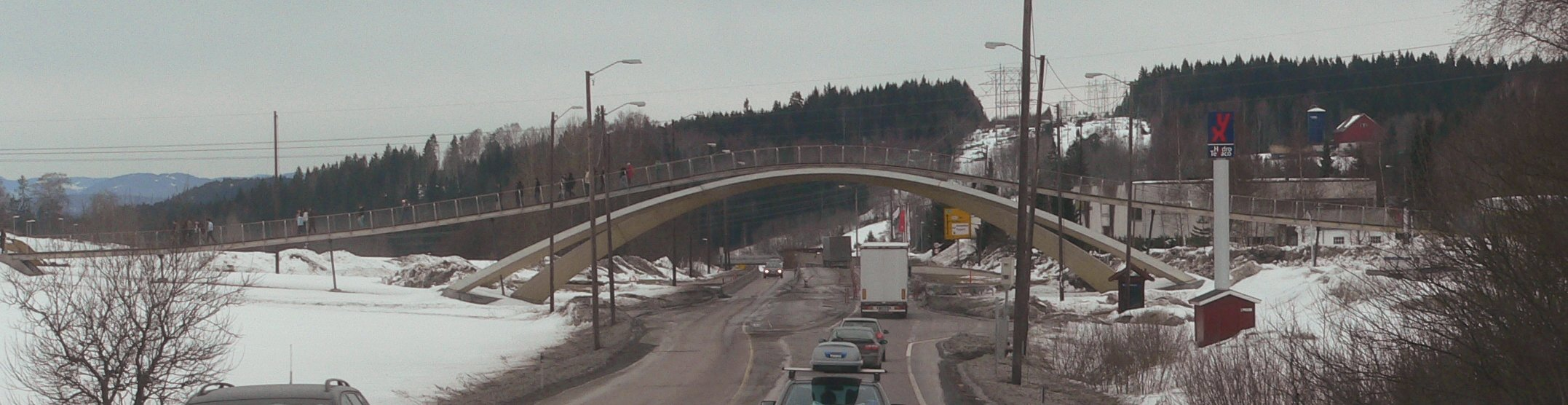
Вид збоку на міст да Вінчі

Проект Міст Леонардо, який очолює норвезький художник та актор Вебйорн Санд — це одна з кількох інсталяцій, завдяки яким Санд відомий у Норвегії.
Це зменшена версія 240-метрового мосту, що Леонардо да Вінчі запропонував у 1502 році як частину проекту цивільного будівництва султану Баязиду II у Константинополі. Міст служить як пішохідний перехід через європейський маршрут Е18 у місті Ос (Норвегія), Норвегія. Його будівництво було кероване Проектом Міст Леонардо як одним з їх неприбуткових публічних арт-проектів.
Проект сподівається використати цю конструкцію для розбудови практичних пішохідних мостів по всьому світу, використовуючи місцеві матеріали та ремісників, як глобальний публічний арт-проект. Плани також передбачають розбудову мосту через Золотий Ріг у Стамбулі, як пропонував Леонардо. Уолл-стріт джорнел назвав проект «…логотипом націй». (WSJ, 5-6 листопада, 2005)
Іншим сучасним мостом, що відтворює конструкції Леонардо, є міст Стрейкер у Принстонському університеті, США.

## Зовшнішні посилання
- Домашня сторінка проекту Міст Леонардо [Архівовано 25 вересня 2019 у Wayback Machine.]
- Міст да Вінчі на bridge-info.org [Архівовано 22 грудня 2015 у Wayback Machine.]
- Міст Леонардо в базі Structurae

- Міст Стрейкер [Архівовано 18 жовтня 2012 у Wayback Machine.], інформація та фотографії
- Міст Стрейкер [Архівовано 1 квітня 2012 у Wayback Machine.] у Принстоні

59°43′08″ пн. ш. 10°47′03″ сх. д. / 59.718872° пн. ш. 10.784276° сх. д.